# Уоррен, Уильям Фейрфилд
Уи́льям Фэ́йрфилд Уо́ррен (англ. William Fairfield Warren; 13 марта 1833, Уильямсберг, Массачусетс, США — 7 декабря 1929, Бруклайн, Массачусетс) — американский профессор, первый президент Бостонского университета.

## Биография
Родился в Уильямсберге в Массачусетсе, окончил Уэслианский университет в городе Мидлтаун (Коннектикут) (1853), где был членом Мистической семёрки.
Позже учился в Андоверской теологической семинарии, Берлинском и Галльском университетах. Участвовал в конференции Новая Англия (1855) и был профессором систематического богословия в Методистском епископальном миссионерском институте в Бремене, Германия (1860—1866). Занимал посты исполняющего обязанности президента Школы богословия Бостонского университета (1866—1873), президента Бостонского университета (1873–1903) и декана Школы теологии Бостонского университета (1903—1911). После 1873 года он также был профессором сравнительного богословия и философии религии.
Когда в 1869 году был основан Бостонский университет, Уоррен помог сделать его первым университетом в США, полностью открытым для женщин. Участвовал в создании Колледжа Уэллсли.
Был братом Генри Уайта Уоррена, методистского епископа и писателя.
В 1861 году Уильям Уоррен женился на Гарриет Корнелии Меррик, первом редакторе христианской женской газеты «Друг язычницы».
Уильям Уоррен умер в своём доме в Бруклайне, штат Массачусетс, 7 декабря 1929 года в возрасте 96 лет.

## Взгляды

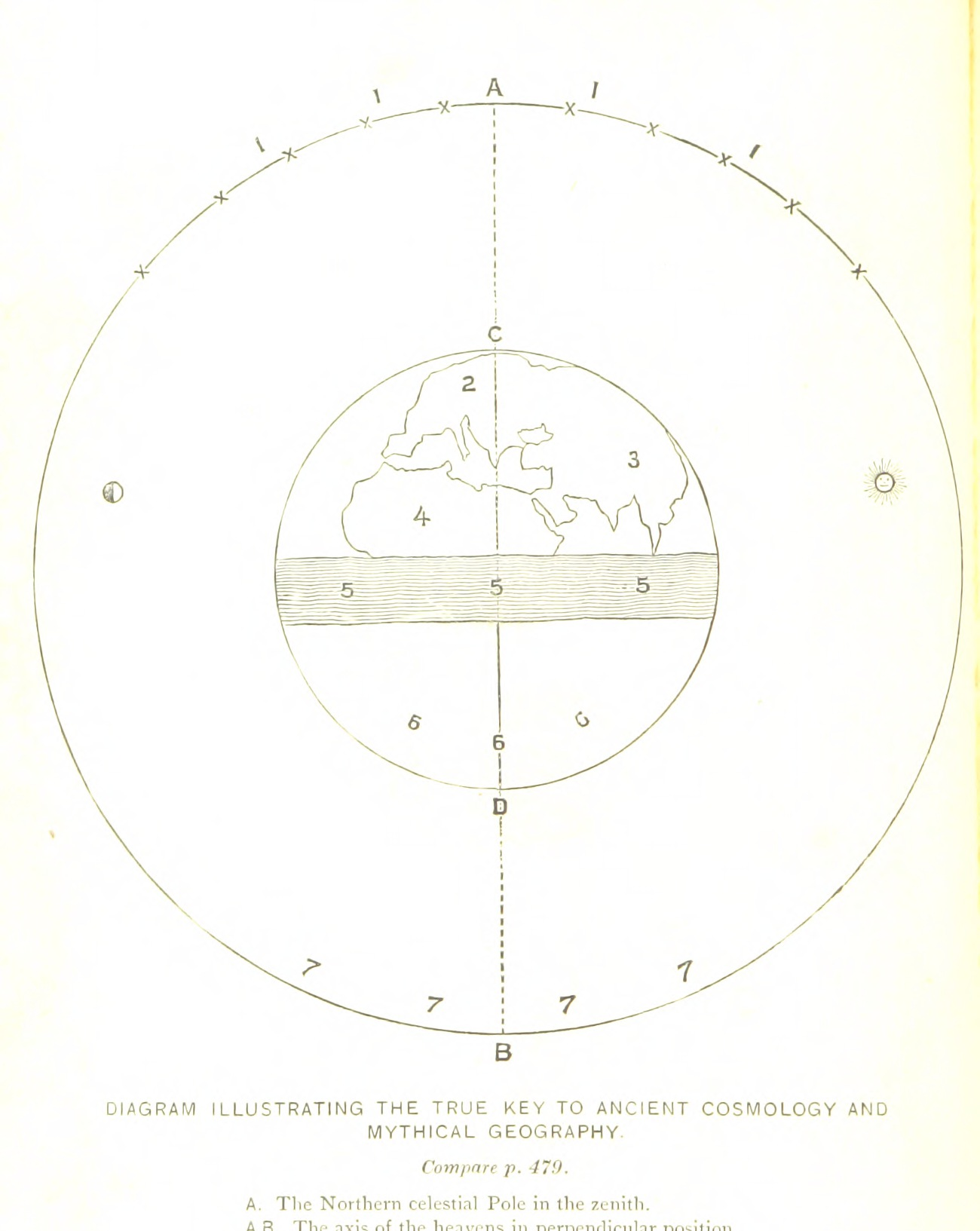
«Диаграмма, иллюстрирующая подлинный ключ к древней космологии и мифической географии», страница 10 книги «Найденный рай…»

Уоррен с христианских позиций отвергал эволюционное учение Дарвина. Он верил в сотворение человека Богом и первых людей описывал в образе легендарных героев. Он считал их сильными, мужественными и благородными. Только после Потопа, по мнению Уоррена, ими были утрачены эти качества. Прародиной всего человечества, включая «арийцев», он считал располагавшийся на Северном полюсе остров, который затонул во время Потопа. Согласно Уоррену, на этом острове был Земной Рай, земля вечного Солнца.
Посвящённая этим идеям книга Уоррена «Найденный рай, или Колыбель человечества на Северном полюсе» (Paradise Found — the Cradle of the Human Race at the North Pole) впервые опубликована в 1885 году. Книга была воспринята как сенсационная и неоднократно переиздавалась, в том числе в 1890-х годах. Русское издание книги вышло в 2003 году без научных комментариев.
Идеи Уоррена использовал индийский мыслитель и деятель индийского национально-освободительного движения Б. Г. Тилак, в 1893—1903 годах сформулировавший псевдонаучную арктическую гипотезу, предполагающую расположение прародины «ариев» («арийцев» — индоевропейцев) в полярных районах Евразии.

## Публикации
- The True Key of Ancient Cosmology (1882)
- Paradise Found — the Cradle of the Human Race at the North Pole (1885)
  - Найденный рай на Северном полюсе. М.: Гранд, ФАИР-Пресс.
    - "Найденный рай. Колыбель человечества на Северном полюсе М.: Копьеносец
- The Quest of the Perfect Religion (1886)
- In the Footsteps of Arminius (1888)
- The Story of Gottlieb (1890)
- Religions of the World and the World Religion (1900)
- The Earliest Cosmologies (1909)
- The Universe as Pictured in Milton’s Paradise Lost (1915)